# Karl Uwe Oppermann
Karl Uwe Oppermann (* 3. September 1944 in Vienenburg) ist ein bremischer Politiker (CDU). Er war Abgeordneter der Bremischen Bürgerschaft.

## Biografie

### Ausbildung und Beruf
Er schloss die Schule mit der Mittleren Reife ab und war dann 1962 bis 1973 Lehrling, Matrose und schließlich Schiffsoffizier bei der DDG „Hansa“ Bremen. 1969 erwarb er an der Hochschule Bremen das Patent als Steuermann auf großer Fahrt, 1971 das Patent als Kapitän auf großer Fahrt. Nachdem Karl Uwe Oppermann 1973 Vertragslehrer geworden war, studierte er an der Abteilung Vechta der Universität Osnabrück auf das Lehramt als Realschullehrer. 1979 wurde er dann als Realschullehrer als Beamter auf Lebenszeit durch die Bezirksregierung Lüneburg eingestellt. Bis 1995 unterrichtete er am Schulzentrum Pestalozzistraße Oyten Mathematik und Physik.

### Politik
Oppermann wurde 1968 Mitglied der CDU. Von 1978 bis 1995 war er Mitglied des Beirats Walle beim Ortsamt West. Zurzeit ist er Vorsitzender im CDU-Stadtbezirksverband West.
Er war vom 8. Juni 1995 bis zum 7. Juni 2008 Mitglied der Bremischen Bürgerschaft. Er war zuletzt im Ausschuss für Angelegenheiten der Häfen im Lande Bremen, im Jugendhilfe-, im Krankenhaus-, im Landesjugendhilfe-, im Petitions-, im staatlichen Haushalts- und Finanz- und im städtischen Haushalts- und Finanzausschuss sowie in den Betriebsausschüssen KiTa Bremen und Werkstatt Bremen vertreten. Er gehörte außerdem der Deputation für Soziales, Jugend, Senioren und Ausländerintegration an.

### Weitere Mitgliedschaften
Er ist Vorstandsmitglied der Bürgerstiftung Bremen.